# Муслим-Заде, Джангир Мовсум оглы
Джангир Мовсум оглы Муслимзаде (21 ноября 1945, Баку) — азербайджанский общественно-политический деятель.

## Биография
Родился в 1945 году. Среднее образование получил в школе №160 г. Баку.
После окончания Азербайджанского государственного университета служил в Советской армии.
В 1971—1974 годах был инструктором отдела печати Министерства связи Азербайджанской ССР, начальник отдела, секретарь 26-и Бакинских комиссаров райкома ЛКСМ Азербайджана. В 1974—1978 годах работал заведующим отделом комсомольских организаций ЦК ЛКСМ Азербайджана, председателем Комитета молодёжных организаций Азербайджанской ССР, инструктором организационно-партийного отдела ЦК Компартии Азербайджана.
Джангир Муслимзаде был избран первым секретарем ЦК ЛКСМ Азербайджана имени Ленина 4 мая 1978 года и проработал на этой должности до 16 декабря 1985 года. Затем был избран первым секретарем Сумгаитского горкома Компартии Азербайджана, а 16 марта 1988 года был освобожден от занимаемой должности в связи с сумгаитскими событиями.
Депутат Верховного Совета Азербайджанской ССР 9-го, 10-го и 11-го созывов. Делегат XXVI и XXVII съездов КПСС.
После 1989 года стал вице-президентом Азербайджанской ассоциации совместных предприятий и международных союзов, а в 1991 году был избран народным депутатом Верховного Совета Азербайджанской Республики, членом постоянной комиссии Верховного Совета по государственному суверенитету, внешней политике и связям с соотечественниками, проживающими за рубежом и комиссии по делам военнослужащих, захваченных в Афганистане — граждан Азербайджанской Республики.